# براندون باك
براندون باك هو لاعب هوكي الجليد كندي، ولد في 16 أغسطس 1988 في لندن في كندا.

## وصلات خارجية
- براندون باك على موقع دوري الهوكي الوطني (الإنجليزية)
- براندون باك على موقع EliteProspects.com (الإنجليزية)
- براندون باك على موقع Eurohockey.com (الإنجليزية)
- براندون باك على موقع HockeyDB.com (الإنجليزية)